# Trojany
Trojany egy falu Közép-Lengyelországban, Varsó és Wołomin között. Közigazgatásilag a Mazóviai vajdaság Wołomiński járásához tartozó Dąbrówka községhez tartozik. Népessége 490 fő volt 2014-ben.
1. ↑  https://bdl.stat.gov.pl/api/v1/data/localities/by-unit/071412934052-0509130?var-id=1639616&format=jsonapi. (Hozzáférés: 2022. október 5.)